# Funny Animal
Funny Animal er som navnet antyder den tegnestil hvor figurerne er karikerede ("sjove") dyr – med gode og dårlige menneskelige egenskaber!
Den nok mest kendte Funny Animal-serie i Danmark er Anders And.